# Tison Enhörning
Tage I:son (Tison) Enhörning, född 15 september 1911 i Stockholm, död 22 februari 1960 i Finspång, var en svensk ingenjör och målare.
Han var son till översten Ivar Enhörning och Susanne Sommelius. Enhörning kom i 30-årsåldern i kontakt med Torshällakonstnärerna Allan Ebeling och Birger Halling dessa påverkade honom så mycket att han så småningom lämnade sitt borgerliga yrke för att på heltid arbeta med konstnärlig verksamhet. Frånsett lite stöd från konstnärskamrater var Enhörning autodidakt som konstnär. Han medverkade i utställningar med Sveriges allmänna konstförening. Hans konst består av figurer, landskap och maritima motiv i olja, pastell eller gouache. Som illustratör har han tecknat företagsmonografier och reklambetonade verk bland annat Så väver vi utgiven av Förenade yllefabriken i Norrköping. Enhörning var bror till journalisten och kåsören Marianne Zetterström. Han är begravd på Skogsö kyrkogård.